# Bikonta
Bikonta ("dwie wici") – grupa eukariontów cechująca się komórką eukariotyczną o dwóch wiciach.

## Enzymy
Wspólną cechę Bikonta stanowi fuzja dwóch genów, kodujących syntazę tymidylową i reduktazę dihydrofolianową. W efekcie występuje u nich pojedyncze białko spełniające obie funkcje.
U Unikonta geny ulegają translacji oddzielnie.

## Systematyka
Część badaczy sugeruje, że Unikonta (o komórkach eukariotycznych z pojedynczą wicią) obejmują przodków Opisthokonta (zwierzęta, grzyby i ich krewni) i Amoebozoa, natomiast do Bikonta zaliczają się przodkowie Archaeplastida (rośliny), Excavata, Rhizaria i Chromalveolata. Thomas Cavalier-Smith uważa Apusozoa, uważane zazwyczaj za incertae sedis, za należące do Bikonta.
Pokrewieństwa w obrębie grupy nie są jasne. Cavalier-Smith łączy Excavata i Rhizaria w Cabozoa, natomiast Archaeplastida i Chromalveolata w Corticata, ale przynajmniej jedno badanie sugeruje, że Rhizaria i Chromalveolata tworzą razem klad.